# Macarrada

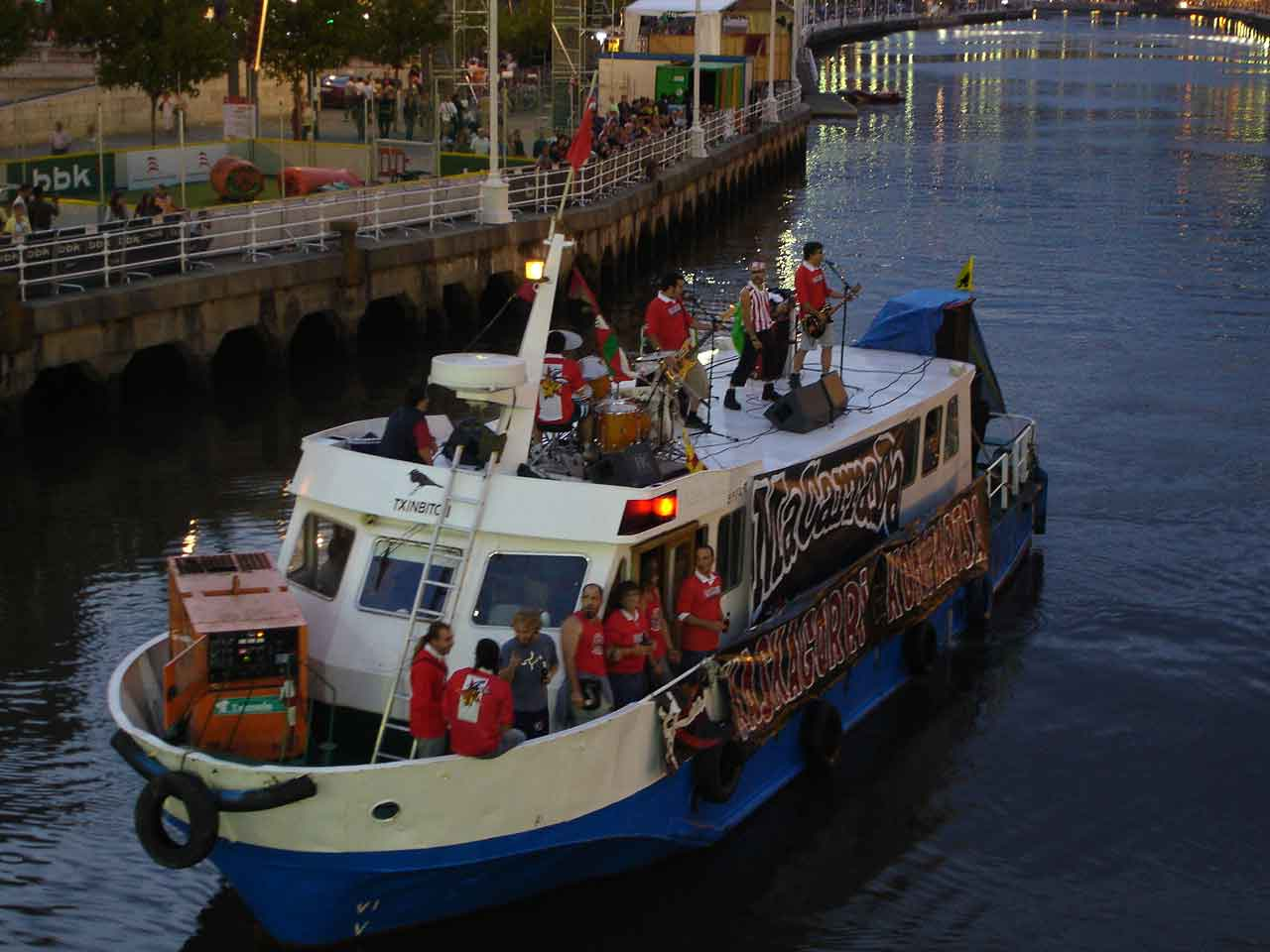
Macarrada en la Ría de Bilbao.

Macarrada es un grupo musical de punk rock procedente de Bilbao (España). 

## Historia
Macarrada se formó en 2004. Los por entonces componentes de la mítica banda bilbaína M.C.D. decidieron cambiar el nombre bajo el que actuaban para evitar polémicas con antiguos miembros de dicha formación. Aprovechando su concierto dentro del Festival Tintorrock de 2004 abandonaron definitivamente esas siglas y tomaron el nombre del último disco que habían grabado (MaCarraDa, El lokal y Potencial Hardcore, 2003).

La primera actuación relevante de Macarrada ocurrió un mes después durante la celebración de la Aste Nagusia bilbaína, en la que, celebrando el decimoquinto aniversario de la comparsa Kaskagorri y emulando a los Sex Pistols, remontaron la Ría de Bilbao desde Erandio hasta el Ayuntamiento tocando a bordo de un gasolino.

Desde entonces no han parado de tocar, siendo habituales tanto en gaztetxes como en festivales multitudinarios.

A mediados de 2005 Jimmy, el batería, dejó la banda para dedicarse a otros proyectos. Su lugar lo tomó Josu, cantante y batería de Parabellum.

En el año 2006, la banda publica su primer trabajo bajo el nombre de "¡¡Mundialmente Conocidos!!". Ese mismo año, también participa en el recopilatorio tributo a la banda Parabellum, versionando la canción "Estás solo". 
Cuatro años más tarde, en 2010, el grupo publica con la discográfica Maldito Records su último disco hasta la fecha, titulado "Ya está todo escrito".

## Miembros
- Tonino Pérez: voz
- Lino Prieto: guitarra
- Elier Arbaiza: bajo.
- Josu Korkostegi: batería.

### Miembros anteriores
- Jimmy (2004-2005): batería.

### Bandas relacionadas
Todos los componentes de Macarrada son viejos conocidos en la escena punk rock española. Estas son algunas de las bandas en las que están o de las que han formado parte.
- Tonino: La Mortaja Del Rey, Deskonzierto, M.C.D.
- Lino: Parabellum, Zein?, Serie Z, M.C.D.
- Elier: Soda, M.D.H., M.C.D., Jane Doe
- Josu: Yo Soy Julio César, Parabellum, Serie Z, Segismundo Toxicómano
- Jimmy: M.C.D., Bosko El Tosko Y Su Puta Banda

## Discografía
- ¡¡Mundialmente Conocidos!! (Santo Grial, 2006).
- Ya Está Todo Escrito (Maldito Records, 2010).

### Temas incluidos en recopilatorios
- Estás Solo? (Tributo a Parabellum, Santo Grial, 2006)
- Vamos Bilborock (Versión de Slade, 10 años de Bilborock, Belfegore, 2008)
- Bilbao Llama (Muerte O Gloria - Tributo a The Clash, Guns Of Brixton Records, 2009)
- Escucha Su Voz (Versión de Die Toten Hosen, Borrokanrrola - Faxismoaren Aurka, Sare Antifaxista, 2010)